# Cardè
Cardè település Olaszországban, Piemont régióban, Cuneo megyében. Lakosainak száma 1124 fő (2023. január 1.). Cardè Barge, Moretta, Revello, Saluzzo és Villafranca Piemonte községekkel határos.

## Népesség
A település népességének változása:
| Lakosok száma | 1116 | 1126 | 1124 |
|               | 2017 | 2018 | 2023 |